# Polymoog
Le Polymoog est un synthétiseur analogique polyphonique produit par la société Moog Music entre 1975 et 1980. Le Polymoog comprend 2 oscillateurs analogiques, la polyphonie totale de 71 voix (soit le nombre de touches du clavier) est obtenue grâce à la technologie d'oscillateur à division que l'on retrouve également dans les orgues électroniques et les synthétiseurs de cordes de l'époque.
Il a été utilisé par de nombreux groupes et musiciens, dont Chick Corea, Blondie, ABBA, Keith Emerson, Devo, Gary Numan, Prince, Richard Tandy, Patrick Moraz, Rush, Wendy Carlos, Tony Banks, Kraftwerk, Karl Bartos, Giorgio Moroder, Telex, Yellow Magic Orchestra, Geoff Downes, Jimmy Edgar, Visage, et Rick Wakeman.

## Présentation
Le Polymoog dispose d'un clavier Pratt & Read de 71 touches sensible à la vélocité. Il est divisé en trois zones dont le volume peut être réglé séparément. Le registre et les formes d'onde des deux oscillateurs finement accordables sont programmables. Le LFO et le sample & hold peuvent moduler la hauteur du son (effet vibrato) et la forme d'onde rectangulaire. Un filtre résonateur à trois bandes (sorte d'égaliseur graphique), pouvant être réglé en passe-bas, passe-bande ou passe-haut vient compléter en bout de chaîne le classique filtre VCF moog passe-bas 24 dB/octave. Ce dernier peut être modulé par une enveloppe dédiée, l'oscillation basse fréquence (LFO) ou un circuit échantillonneur-bloqueur (sample & hold).  L'utilisateur dispose de huit sons mémorisés (préréglés et prêts à l'emploi) nommés "cordes", "piano", "orgue", "clavecin", "funk", "clav", "vibes" et "brass" qu'il peut modifier entièrement à l'aide des nombreuses commandes du panneau de contrôle, en actionnant les boutons Var(iation). Lorsqu'un son est modifié, un point rouge apparait à côté du numéro affiché à l'écran.
Le Polymoog combine la technologie du synthétiseur et celle l'orgue électronique appliquée aux oscillateurs (division) pour obtenir une polyphonie totale. Contrairement aux synthétiseurs polyphoniques qui vont lui succéder rapidement à la fin des années 1970, tels que le Yamaha CS-80, le Sequential Circuits Prophet-5 ou l'Oberheim OB-X, le Polymoog ne dispose pas d'une véritable polyphonie sur toute la chaine du signal (le filtre et son enveloppe sont communs à toutes les voix), et ne peut pas non plus stocker les sons programmés par l'utilisateur. Les réglages personnels doivent en effet être refaits à la main quand c'est nécessaire, comme sur un Minimoog. Malgré son prix d'achat élevé de 5 295 $ et ses problèmes de fiabilité, le synthétiseur Polymoog a rencontré un certain succès auprès des musiciens de l'époque séduits par sa conception atypique et sa complémentarité avec le Minimoog ou autres synthétiseurs monophoniques. Sa polyphonie illimitée était considérée comme révolutionnaire lors de sa sortie initiale.

### Polymoog Synthesizer et Polymoog Keyboard
Deux modèles distincts de Polymoog ont été commercialisés : le 203a et le 280a. Le 203a est le modèle original sorti en 1975, c'est le plus complet (voir description au paragraphe précédent). Il porte initialement le nom de « Polymoog Keyboard ». Le modèle 280a sort trois ans plus tard, en 1978. Il s'agit d'une version simplifiée et « preset » du Polymoog 203a. L'introduction du nouveau modèle entraine un transfert de nom : le Polymoog 203a devient désormais « Polymoog Synthesizer », tandis que le modèle 280a récupère l'appellation de son prédécesseur : « Polymoog Keyboard ».
Les deux modèles sont similaires en apparence, ils partagent le même boîtier et le même clavier, mais le panneau de contrôle du 280a est bien moins fourni : sur la partie droite il n'y aucun bouton ni curseur, tandis que la partie gauche du panneau ne dispose plus que de quelques curseurs, ce qui donne à l'utilisateur des possibilités réduites sur le réglage du son, qui se limitent à la balance d'octave, à l'attaque de l'enveloppe et à la profondeur et la vitesse de modulation du LFO. En revanche le 280a embarque plus de presets que son ainé : "vox humana", "string 1", "string 2", "electric piano", "piano", "honky tonky", "clav", "harpsi", "brass" , "chorus brass", "pipe organ", "rock organ", "vibes" et "funk". Les deux octaves inférieures peuvent également être séparées pour jouer une tonalité de basse séparée, avec un certain contrôle sur cette tonalité via un filtre de basse dédié. Le contrôle du filtre des principaux sons prédéfinis sur le nouveau modèle n'est pas accessible par l'utilisateur autrement que via un contrôleur externe. Le Polymoog Keyboard 280a était moins cher que le Polymoog Synthesizer 203a (au prix de 3 995 $ en 1979). Le plus connu des préréglages du Polymoog Keyboard est "Vox Humana", qui n'est pas présent sur le Polymoog Synthesizer. Ce préréglage contribue notamment à la signature sonore des cordes électroniques dans l'œuvre de Gary Numan.

### Pédalier
Un pédalier optionnel, le Polypedal (modèle 285a), étend les possibilités de contrôle du Polymoog. Il permet à l'utilisateur de basculer entre le déclenchement simple et multiple des enveloppes et les commandes de hauteur, de filtre et de maintien.

## Utilisateurs notables
Cat Stevens a utilisé le Polymoog sur son album Izitso de 1977, y compris la chanson "(Remember the Days of the) Old Schoolyard". Gary Numan était l'un des utilisateurs les plus reconnaissables de Polymoog (les deux modèles). Le son des cordes électroniques figure en bonne place sur la chanson "Cars" et la majeure partie de l'album The Pleasure Principle (1979), le preset « Vox Humana » étant devenu sa signature sonore à la fin des années 1970 et au début des années 1980. Un Polymoog est présent dans son vidéo-clip pour al chanson " Cars " ainsi que dans des performances live sur Top of the Pops et The Old Grey Whistle Test . Le duo français Space Art a utilisé un Polymoog Synthesizer lors de l'enregistrement de son deuxième album, Trip in the Center Head.
Prince a utilisé Polymoog sur des bandes de démonstration pour son premier album For You (1978), et le Polymoog est devenu un élément sonore notable du son de Minneapolis. Le Polymoog s'est avéré populaire auprès de divers musiciens de rock progressif, entre autres Keith Emerson, qui a ajouté une préversion du Polymoog (prototype connu sous le nom d'Apollo) à sa plate-forme de scène à l'époque de l'album du groupe Emerson, Lake & Palmer, Brain Salad Surgery. Rick Wakeman en a utilisé un lors de son deuxième passage avec le groupe Yes à partir de l'album Going for the One, tandis que Tony Banks de Genesis en a utilisé un entre 1978 et 1983. Mike Oldfield a utilisé un Polymoog sur "Sheba", de son album de 1980 QE2, en conjonction avec un vocoder. Patrick Moraz a aussi utilisé un Polymoog durant son séjour avec les Moody Blues. Herbie Hancock a utilisé le Polymoog que l'on peut d'ailleurs apercevoir sur le verso de la pochette de son album Sunlight de 1979. Le Polymoog Synthesizer est particulièrement présent sur les albums de Kraftwerk The Man-Machine et Computer World. D'autres acteurs de la scène électronique de l'époque ont également été de grands utilisateurs de Polymoog, comme Giorgio Moroder ou Telex.